# Strumienno (Bierzwnik)
Strumienno (deutsch Syringe) ist eine Kolonia Sołectwo in der Gemeinde Bierzwnik im Powiat Choszczeński in der Woiwodschaft Westpommern im Nordwesten Polens. In den Jahren 1975 bis 1998 gehörte Strumienno administrativ zur Woiwodschaft Gorzów (Landsberg an der Warthe). Im Jahr 2007 hatte Strumienno 80 Einwohner.

## Geographie
Strumienno liegt ungefähr 3 km östlich von Bierzwnik.

## Geschichte
Strumienno wurde im neunzehnten Jahrhundert auf einer Fläche von 509 Morgen als Syringe nach Magdeburger Recht gegründet. Der Ort Syringe wurde 1820 erstmals namentlich erwähnt. In der Nähe von Syringe wuchs Buchenwald, der zur Schweinemast genutzt wurde. Im Jahr 1840 zählte Syringe 24 Häuser und 153 Einwohner. Im Jahr 1925 waren es 23 Häuser und 99 Einwohner. Im Jahr 1939 hatte es 90 Bewohner. Bis 1945 lag Syringe im Landkreis Arnswalde, der bis 1939 zur preußischen Provinz Brandenburg und von 1939 bis 1945 zur preußischen Provinz Pommern gehörte.